# Amanda Strong
Amanda Strong és una cineasta d'animació stop-motion canadenca que resideix a Vancouver, Canadà. Ha exposat treballs i les seves pel·lícules s'han projectat a festivals d'arreu del món, com ara el Festival Internacional de Cinema de Canes, el Festival Internacional de Cinema de Toronto, el Festival Internacional de Cinema de Vancouver i el Festival Internacional d'Animació d'Ottawa. Strong és Métis Red  River i membre de la Federació Métis de Manitoba.

## Vida personal i educació
Actualment, Strong resideix a Vancouver, Columbia Britànica, però va créixer a Mississauga, Ontario i ha viscut a Toronto, Ontario i Montreal, Quebec.
Va estudiar il·lustració, mitjans de comunicació i fotografia a Sheridan College Institute of Technology and Advanced Learning a Oakville (Ontario).

## Carrera cinematogràfica
Les pel·lícules de Strong expliquen històries indígenes a través d'un estil que ella anomena "documental híbrid", ja que combina l'animació stop-motion amb la tecnologia dels nous mitjans. Strong's style merges genres such as documentary, animation and more traditional narrative driven storytelling. Her background is in photography, illustration, and media. The themes of reclamation of Indigenous histories, lineages, languages and cultures often appear in her works.
Strong és la fundadora de Spotted Fawn Productions, un estudi de producció que ofereix oportunitats de tutorització i formació per a artistes emergents i diversos.

## Premis i subvencions
Strong ha rebut subvencions del Consell de les Arts del Canadà, Consell de les Arts d'Ontario i la National Film Board of Canada. El 2009, Strong va ser destinatària de la mentoria ImagineNATIVE/LIFT.El 2013, Strong va rebre el premi K.M. Hunter Artist Award for Film and Video. El 2015, va ser guardonada amb el Vancouver Mayor's Arts Award for Emerging Media Artist. El 2016 , va ser seleccionada per Alanis Obomsawin per rebre 50.000 dòlars en serveis de Technicolor com a part del Premi Clyde Gilmour Technicolor d'Obomsawin als Premis de l'Associació de Crítics de Cinema de Toronto de 2016.
La pel·lícula Mia que Strong va codirigir amb Bracken Hanuse Corlett va guanyar el premi Golden Sheaf a la millor aborigen al Festival de Cinema de Yorkton de 2016.  L'any 2018, va ser guardonada com a millor curtmetratge com a millor curtmetratge per la Biografia Dawn Comes)|Biidaaban]] al Festival Internacional d'Animació d'Ottawa. Biidaaban també és nominada com a millor curt d'animació als Canadian Screen Awards.

## Filmografia
| Any  | Títol                                | Contribució                                        |
| ---- | ------------------------------------ | -------------------------------------------------- |
| 2008 | Alice Eaton                          | Director/Guionista/Editor                          |
| 2009 | Honey for Sale                       | Director/Guionista/Editor                          |
| 2014 | Haida Raid 3: Save Our Waters        | Director/Animador/Mentor/Editor                    |
| 2014 | Indigo                               | Director/Co-Guionista/Il·lustrador/VFX             |
| 2015 | Mia                                  | Director/Animador/Productor/VFX                    |
| 2015 | How To Steal A Canoe                 | Director/Productor/Animador                        |
| 2016 | Breaking Point Episode X Company CBC | Director/Productor/Animador                        |
| 2016 | Hipster Headdress                    | Director/Productor/Animador                        |
| 2016 | Four Faces of the Moon               | Director/Guionista/Productor/Animador/Il·lustrador |
| 2017 | Ghost Food                           | Productor                                          |
| 2017 | Flood                                | Director/Productor/Animador                        |
| 2018 | Biidaaban (The Dawn Comes)           | Director/Productor/Animador                        |
| 2024 | Inkwo for When the Starving Return   | Director/Productor/Animador                        |